# Evelyn Underhill

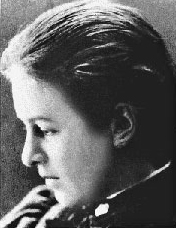
Evelyn Underhill, vor 1909

Evelyn Underhill (* 6. Dezember 1875 in Wolverhampton, Staffordshire, England; † 15. Juni 1941 in London) war eine englische anglokatholische Mystikerin und Theologin. Die anglikanische Kirche von England und die Episcopalian Church der USA verehren sie in ihren Heiligenkalendern unter dem Datum vom 15. Juni. Underhill behielt ihren Ledigennamen auch nach der Heirat mit Hubert Stuart-Moore im Jahr 1907.

## Leben und Bedeutung
Nicht zuletzt auf Druck ihres radikal anti-katholisch eingestellten Ehegatten blieb Evelyn Underhill trotz ihrer wachsenden Hinneigung zum Katholizismus lebenslang ihrer anglikanischer Konfession und Kirchenmitgliedschaft treu (High Church). In ihrer Forschung zur Mystik ging sie aber mit gleichem Interesse auch ostkirchlich-orthodoxen, protestantischen wie auch außerkirchlichen Formen der Mystik nach. Sie behandelt dort – gut unterschieden – Geschichte, Systematik und Praxis der Mystik und bearbeitet einen sehr ähnlichen Corpus von Quellen wie Helena Petrovna Blavatsky, deren Namen sie allerdings nicht erwähnt. Zudem aber findet sie über Friedrich von Hügel und Rudolf Eucken zu einer wissenschaftlichen Arbeits- und Gestaltungsweise. In den Jahren 1929 bis 1932 war sie für die englische Zeitung The Spectator die theologische Redakteurin.
Friedrich Heiler stellte sie neben Baron von Hügel und über Albrecht Ritschl, Wilhelm Herrmann, Adolf von Harnack. Die Encyclopedia Britannica (1987) würdigt ihre Entwicklung: „By 1940 she had supplemented her earlier and more diffuse mystical attitudes with a greater understanding and acceptance of institutional and sacramental elements in traditional Christianity, and she had come to centre her theology on an experience of Christ.“

## Schriften
- Mysticism. 1911. 2nd Edition 1930. E-Text, deutsch: Mystik. Eine Studie über Natur und Entwicklung des religiösen Bewusstseins im Menschen. Mit einem Nachwort von Friedrich Heiler. München 1928.
- The Mystic Way. A psychological study of Christian origins (1914). Online
- Immanence. 1913 (Gedichte)
- The Mystics of the Church. London 1926.